# Ángel Veas Alcayaga
Ángel Veas Alcayaga; (Huamalata, 11 de agosto de 1904 - Pisagua, 22 de febrero de 1948). Obrero y político comunista chileno. Hijo de padres obreros, se dedicó a la minería desde muy joven, llegando a ser dirigente de sindicatos de obreros salitreros. Fallece durante su reclusión en el Campo de Prisioneros de Pisagua.
Militante del Partido Comunista, en las elecciones de 1941 fue elegido Diputado representando al Partido Progresista Nacional, nombre que llevó el comunismo ante la ilegalidad en que se encontraban a raíz de que el Conservador del Registro Electoral los sacó de la inscripción.
Diputado (1941-1945), representante de la agrupación departamental de Tarapacá. Miembro de la comisión de Relaciones Exteriores y la de Industrias.
Intendente de Tarapacá, asumiendo en febrero de 1947).
A fines de 1947 fue conducido a Pisagua, donde estuvo confinado por orden del gobierno, junto a otros cientos de comunistas. Falleció en ese lugar el 22 de febrero de 1948. Fue sepultado en Iquique.